# Björkenäs, Arvika kommun
Land (P17) saknas i Q13406268.
Björkenäs är en ort i Arvika kommun i Värmland, belägen i Ny socken på en långsmal halvö mellan Kyrkesjön och Fiskeviken, två delar av Nysockensjön. Området ligger 13 kilometers väg nordväst om Arvika. 
Orten klassificerades av SCB som småort med 51 invånare år 2000, men understeg gränsen på 50 personer 2005 och betecknas därefter inte längre som en småort. Från 2015 avgränsar SCB här åter en småort.